# キャラメルミルクティー (漫画)
『キャラメルミルクティー』は、宇佐美真紀による日本の漫画作品。
『Betsucomi』（小学館）2002年10月号に掲載された。

## あらすじ
一目惚れなんてありえない、そう考えていた希だが、カフェの店員・佐々木に一目惚れしてしまう。人手は足りているらしく、バイトでは近づけないと思った希は、その場の勢いで告白し、こっぴどく振られてしまう。しかし、その後バイトをすることになってしまい……。

## 登場人物
岡田 希（おかだ のぞみ）
佐々木に一目惚れし告白するも玉砕。運命のイタズラで、そのカフェでバイトすることになってしまう。
佐々木 龍司（ささき りゅうじ）
大学生。いつか自分の店を持つのが夢。自分のことを好きな女子高生がしつこく店に来るのを鬱陶しく思っている。

## 単行本収録作品
ふたりの時間
『Betsucomi』2002年11月号 掲載
4年前に引っ越した幼なじみの史郎が帰ってきた。しつこい元彼に諦めさせるために、恵梨は史郎を半ば利用する形で付き合うことになる。史郎は昔から自分のことを好きでいてくれたことを知る恵梨だが、母が一人で切り盛りするスナックを時々手伝っていることを知られたくなかった。
キラキラノキモチ
『Betsucomi』2002年12月号 掲載
二学期末で引っ越すことが決まっているナル。片想いの相手・宮本に思いを伝えたくてマフラーを編んでいたが、ガラの悪い神崎のせいで解けてしまった。それ以来、神崎と何かと関わる機会が増えていき……。
No.1ガール
『別冊少女コミック』2001年9月号 掲載
16歳でモデルになった才子は、仕事か恋愛か選択を迫られていた。モデルを続けるなら地方にいては仕事は少ない、しかし、彼氏とも別れたくない……。